# الرصيفة (مكيراس)

تعديل مصدري - تعديل

الرصيفة هي إحدى قرى عزلة مكيراس بمديرية مكيراس التابعة لمحافظة البيضاء، بلغ تعداد سكانها 101 نسمة حسب تعداد اليمن لعام 2004.